# VR-motor
Een VR-motor is een type verbrandingsmotor waarbij twee cilinderrijen uitzonderlijk dicht naast elkaar zijn geplaatst. De VR-motor is in feite een combinatie van een V-motor en een lijnmotor. De blokhoek is kleiner dan bij de gebruikelijke V-motoren, die tussen de 60° en 90° ligt.

## Ontstaan van de VR-motor

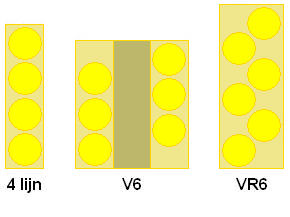
De VR6-motor is slechts iets groter dan een viercilinderlijnmotor.

Eind jaren 80 zaten de constructeurs bij Volkswagen en Audi met het probleem dat ze grotere motoren in hun auto's wilden bouwen. De bedoeling was dat er een V6-motor in een compacte klasse gemonteerd werd, het probleem was echter dat de afmeting van een V6 te groot was voor de auto en er dus niet in paste. Ook een 6-in-lijnmotor is veel te lang voor deze klasse auto's. De ingenieurs van Volkswagen gingen onder leiding van Ferdinand Piëch aan de slag om de V6 "compacter" te maken.
Dit resulteerde in een V6 met uitzonderlijk kleine blokhoek van 15°. Volkswagen noemde hem de "VR-motor", de V staat voor "Verkürzter" (verkorte) en de R komt van het Duitse "Reihenmotor" (lijnmotor). De VR6-motor heeft maar één cilinderblok en ook maar één cilinderkop/kleppendeksel, net als bij een lijnmotor, terwijl een echte V-motor twee cilinderkoppen heeft.

### Twee kleppen

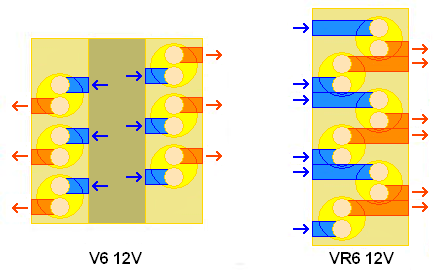
De luchtinlaat komt van één kant bij de VR6-motor.

De 2,8-liter metende VR6 had twee kleppen per cilinder wat het totaal aantal kleppen op 12 brengt. Doordat de motor één cilinderkop heeft en er dus geen ruimte tussen de cilinders zit om lucht aan te voeren zoals bij een V-motor, moest de luchtinlaat van één kant van de motor komen, wat resulteerde in een asymmetrische motor, net als een lijnmotor. De luchtuitlaat komt dus ook van één kant. De motor werd in 1991 geïntroduceerd in de Golf III. De VR6-motor was zelfs zo klein dat hij in de Volkswagen Polo paste, dit is echter nooit gedaan vanwege de hoge kostprijs die de Polo dan zou krijgen.
De 2.8 VR6 met 174 pk is in de volgende Volkswagens geleverd: Golf 3, Vento, Corrado, Passat B3, Passat B4, Multivan en Sharan. Deze motor is ook als 140pk-versie geleverd in de Transporter T4. Ook heeft Ford gebruikgemaakt van deze 174pk-motor in de Galaxy en Mercedes-Benz in de Vito.

### Vier kleppen

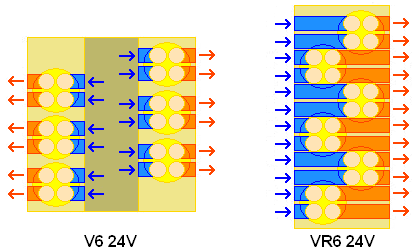
De luchtinlaat van de VR6-motor met 24 kleppen.

Doordat twee kleppen per cilinder een paar jaar later achterhaald was, en de concurrentie al vier kleppen per cilinder op hun motor monteerde, probeerde ook VW om vier kleppen per cilinder te monteren. Doordat er op de VR6-motor te weinig ruimte was om vier nokkenassen te plaatsen, werd dit een probleem. Ze probeerden een speciale nokkenas te ontwikkelen die vier kleppen kon bedienen, maar omdat dit systeem te omstreden was en de betrouwbaarheid van de motor in het geding kwam, werd dit afgeblazen. Volkswagen loste het probleem op uiteindelijk door 2 nokkenassen over de gehele VR6-motor te plaatsen: een voor de inlaat en een voor de uitlaat kleppen, wat een zeer ongebruikelijke manier was, maar toch goed werkte. Dit kan omdat de clinders onder een zeer kleine hoek staan en dus vlak naast elkaar, zo kan één nokkenas alle inlaatkleppen en de andere alle uitlaatkleppen bedienen.
In 1991 werd er nog een 2,9-liter VR6-motor bij gemaakt met iets meer pk's. De 2.9 is nagenoeg identiek aan de 2.8 maar heeft een iets grotere boring. Deze motor is maar een beperkt aantal jaren geproduceerd, omdat de motor twee kleppen per cilinder heeft en de 2.8 VR6 later vier kleppen kreeg en dus alweer meer pk kreeg dan de 2.9-versie.
De 2.9 VR6 met 190 pk kwam in de VW Corrado en Golf Syncro te liggen. Deze motor is ook als 184pk-versie geleverd in Passat Variant B4 Syncro.

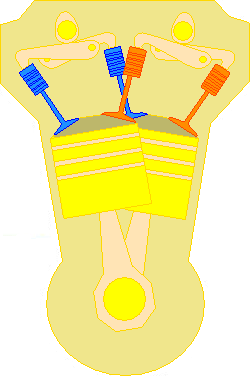
Een doorsnede van het VR6-motorblok.

Zo lukte het toch om 24 kleppen op de zescilinder te plaatsen, waardoor het vermogen steeg naar 204 pk. De motor is verschenen in 1999, Volkswagen heeft er dus acht jaar over gedaan om vier kleppen per cilinder te realiseren. Ook een variabele kleptiming werd nu mogelijk, de inlaatkleppen zijn variabel. De tweede generatie met 204 pk is (bij de Volkswagenmodellen) te herkennen aan de rode 6 in het V6-logo. De motor kwam in de Golf IV en de Bora, Sharan en Transporter T4 te liggen. Tevens is deze motor in de SEAT Leon 1 en Alhambra geleverd. Ook de Ford Galaxy heeft weer gebruikgemaakt van deze vernieuwde VR6-motor.

## VR5-motor
Eind 1997 kwam VW met een "VR5-motor" op de markt, deze 2,3-liter metende vijfcilinder heeft één cilinderrij met twee cilinders en één met drie cilinders. De blokhoek is wederom 15°. Door het oneven aantal cilinders zouden er in de motor vibraties ontstaan waardoor er een balansas aan toegevoegd moest worden, de ene nokkenas is dus ook korter dan de ander. De VR5-motor had eerst nog twee kleppen per cilinder, maar toen Volkswagen in 1999 met de doorbraak van vier kleppen per cilinder kwam werden er op deze motor ook vier kleppen per cilinder gemonteerd. De VR5-motor is in principe identiek aan de VR6-motor, het is in feite ook gewoon de 2.8 VR6 min één cilinder. De eerste generatie had 150 pk en de tweede 170 pk. De tweede generatie met 170 pk wordt aangeduid met een rode 5. De motor kwam als eerste terecht in de Volkswagen Golf (ook als GTI), Bora, New Beetle en de Passat B5. Later ook in andere VAG-modellen zoals de Seat Toledo.

## Huidige VR6-motoren
Ondertussen is Volkswagen met een 3,2-liter metende VR6-motor op de markt gekomen, die nog altijd een blokhoek van 15° heeft. Ook zou er op deze VR-motor voor eerst FSI-technologie (directe benzine inspuiting) toegepast zijn zoals bij de meeste VAG benzinemotoren. Maar dit is niet zeker, zo staan er op de kunststof afdekkap van de benzinemotoren de letters FSI beschreven, maar deze letters zijn niet op de VR6-motor te vinden. De motor heeft vier kleppen per cilinder, maar in sommige Volkswagen brochures staat vermeld dat de motor 30 kleppen zou hebben (Passat 3.2-30V V6), terwijl dit niet het geval is.
De 3.2 met 250 pk kwam in het nieuwe topmodel van de Passat met standaard 4motion, in de Golf als R32 en in de Eos als topmodel. Ook de Audi TT en Audi A3 maken gebruik van deze compacte versie van de 3.2, omdat er in de kleine coupé en compacte middenklasser betrekkelijk weinig ruimte is. In de Touareg en de Phaeton werd deze motor als basismotor geleverd, waar deze respectievelijk 220 en 240 pk leverde. De Transport T5 was ook leverbaar met deze 3.2 VR6-motor welke in de T5 235 pk leverde.

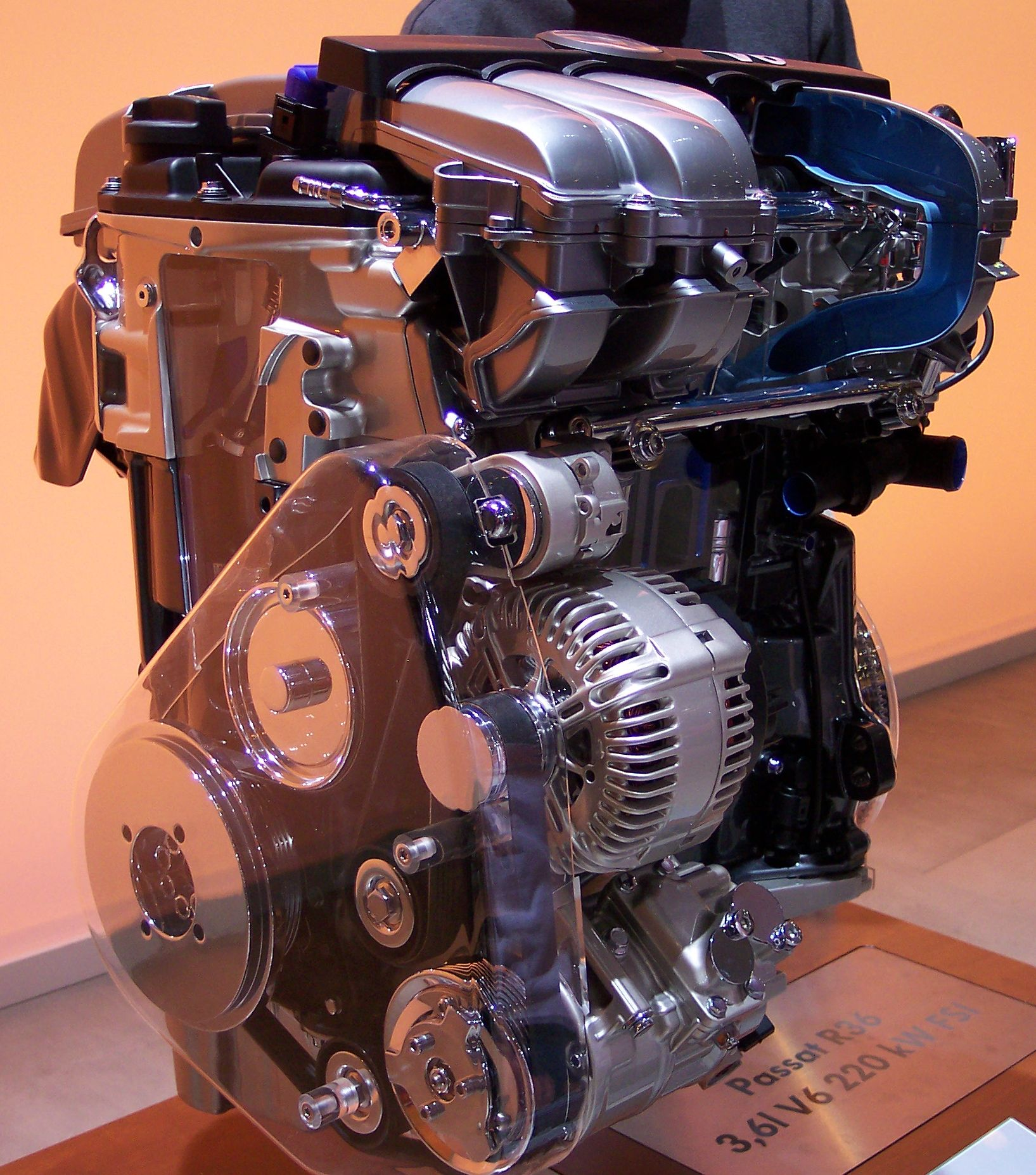
De 3.6-liter VR6-motor uit de Volkswagen Passat R36

De nieuwste motor is de 3,6-liter VR6 FSI, deze motor heeft een nog kleinere blokhoek dan een originele VR6 met 15°, namelijk 10,6°. Op deze motor is gelijk al directe benzine inspuiting toegepast. De motor is als instapmodel verschenen in de Volkswagen Touareg, Audi Q7 met 280 pk, de Porsche Cayenne met 290 pk. In de Passat R36 als sportieve versie met 300 pk en als topmodel leverbaar in de Volkswagen Passat CC. Er waren nog plannen om de motor in de Golf 6/7 toe te passen als Golf R36, maar met huidige vorm van downsizing zal deze waarschijnlijk nooit het levenslicht zien. Tevens wordt de 3.6 als topmodel geleverd in de Skoda Superb met 260 pk.

## W-motoren
Op basis van de VR-motor zijn de huidige W-motoren ontstaan van Volkswagen. Deze motoren bevatten dezelfde techniek met dubbele nokkenas als de VR-motoren. Zo is de 6,0-liter W12-motor die onder andere gebruikt wordt in de Audi A8 en Volkswagen Phaeton opgebouwd uit twee 3,0-liter VR6-motoren met in het begin een vermogen van 420 pk wat later doorgroeide naar 450 pk. Bentley heeft de 6.0 W12-motor als basis gebruikt voor de Bentley Continental GT en Flying Spur waar deze voorzien werden van twee turbo's. De 4,0-liter W8-motor die een tijdje in de Volkswagen Passat B5 verkrijgbaar is geweest in feite tweemaal een 2,0-liter VR4-motor, met een totaal vermogen van 275 pk. De 8,0-liter W16-motor uit de Bugatti Veyron EB16.4 bestaat eveneens uit twee 4,0-liter VR8-motoren voorzien van vier turbo's.